# 못갖춘마디
못갖춘마디는 박자표에 만족하는 박자 수를 갖지 않는 마디를 말한다. 주로 곡의 시작에 사용된다. 못갖춘마디로 곡을 시작한 경우 박자표에 해당하는 박자 수에서 못갖춘마디에 사용된 박자 수를 빼서 마지막 마디에 넣는다. 예)4/4박자, 못갖춘마디가 1박자 일 때, 마지막 마디는 3박자만 채우고 끝내야 한다.